# Sierra de San José
La sierra de San José son un conjunto orográfico perteneciente al sistema de Misiones. Se ubica en el nordeste argentino.

## Generalidades
Esta sierra se sitúa en el nordeste de la Argentina, en el sector sur de la provincia de Misiones, ubicada al norte de la región mesopotámica de dicho país. Discurre mayormente por el sector norte del departamento Apóstoles, y marginalmente en el extremo sur del departamento Capital, siendo el bloque serrano misionero más austral y más próximo al límite con la provincia de Corrientes, el cual no lo traspasa. Constituye el último eslabón de una serie de sierras desperdigadas por la geografía provincial, siendo la siguiente hacia el nordeste la sierra del Imán.    
Presentan generalmente la forma de un lomo abovedado, constituido por eminencias redondeadas con cumbres achatadas o mesetiformes. La divisoria de aguas no está definida por crestas netas, sino que se presenta entre lomadas suaves, y desde allí se desprenden a ambos lados torrentes y arroyos que en razón de la resistencia dureza de las rocas de origen basáltico o de areniscas mesozoicas endurecidas, descienden mediante una sucesión de saltos, correderas, cascadas, rápidos, formando en algunos casos cañadones o pequeñas gargantas, con abruptas y verticales paredes de acantilados. Solo en algunos sectores los valles fluviales, al ensancharse y ahondarse, generaron un paisaje de aspecto más montañoso, con perfiles algo elevados y abruptos pero que apenas superan por 200 metros la llanura circundante, denominada peniplanicie del Sur o planicie de Apóstoles.
Se encuentra situada al oriente de las cercanas localidades de Pindapoy, San José y Apóstoles. La ruta nacional 14 la atraviesa por un área más baja posicionada entre los bloques más elevados.
Esta sierra se encuentra en la divisoria de aguas provincial. Hacia el norte de la misma el exceso de escorrentía fluye hacia la cuenca del arroyo Carupá, un afluente del río Alto Paraná, mediante varios cursos fluviales, entre los que se encuentran el loquiño, el San Juan, el Quintana, el Durazno, el San José, el Guasupí, el Pindapoy Grande, etc.
Los colectores que bajan por la pendiente que mira al sur son encausados por 3 arroyos que llegan al Alto río Uruguay, siendo nutridos desde la sierra de San José por el arroyo Tunas, el Tunitas, El Chancho, el Cachuerita, el Pedregoso, el León, el Chimiray, el Concepción, etc.

## Características bióticas y abióticas
Fitogeografía
Fitogeográficamente la vegetación serrana marcaba una transición entre dos ecosistemas de la provincia fitogeográfica paranaense. Uno es el extremo austral del bloque selvático que viene desde el nordeste y es asignado al distrito fitogeográfico de las selvas mixtas, representado aquí por una foresta de timbó colorado (Enterolobium contortisiliquum), lapacho negro (Handroanthus heptaphyllus), yvyrá-pytá (Peltophorum dubium), anchico colorado (Parapiptadenia rigida), urunday (Astronium balansae), etc. Esta foresta pasa hacia el bosque de capones o mogotes del distrito fitogeográfico de los campos y malezales, dominado por una vegetación leñosa de características más xéricas que la precedente, donde aparecen elementos de tipo chaqueño y del cerrado, los que están ausentes o son muy infrecuentes en las selvas mixtas; entre ellos, además del dominante urunday, encontramos: al zapallo caspi (Pisonia zapallo), el ybyrá-jhú (Achatocarpus praecox), la espina corona (Gleditsia amorphoides), la chichita (Lithrea brasiliensis), el guayabo (Acca sellowiana), la congorosa (Maytenus ilicifolia), el ananá silvestre (Ananas sagenaria), el caraguatá (Bromelia balansae), el ambatí (Cordyline dracaenoides), el niño urupá (Aloysia virgata), el espinillo (Acacia caven), el aguaribay (Schinus molle), el tatané (Chloroleucon tenuiflorum), Coutarea hexandra, algunas cactáceas, pequeñas como Frailea, o altas como los cardones (Cereus stenogonus y Cereus paraguayensis) y la tuna ( Brasiliopuntia schulzii), etc. A estos bosques Martínez Crovetto los denominó “distrito del urunday”. El pedemonte presentaba originalmente una sabana de altas gramíneas, especialmente en donde la roca se encuentra muy próxima a la superficie y aumentada por quemas periódicas que destruyen a la vegetación leñosa.
Ecorregiones
Ecorregionalmente su superficie emergida pertenece a la ecorregión terrestre selva Paranaense ecotonando con la de los campos y malezales.
Las aguas de los arroyos que fluyen hacia el norte se insertan en la ecorregión de agua dulce Paraná inferior, mientras los que lo hacen hacia el sur se incluyen en la denominada Uruguay inferior.
Clima
Su clima es semitropical húmedo. En el pedemonte hiela suavemente en pleno invierno austral, aunque al ascender por las laderas de los cerros, en razón del drenaje del aire frío nocturno, se encuentran algunas micro exposiciones que suelen estar casi libres de ellas, al igual que ocurre con las franjas que bordean a los arroyos gracias a las neblinas nocturnas y a la acción morigeradora de las aguas. Los sectores de mayor altitud presentarían clima subtropical marítimo, con heladas algo más intensas.
Los vientos procedentes del Atlántico provocan lluvias repartidas en todo el año, acumulando 1550 mm anuales, con humedad relativa de alrededor de 75 %.

## Origen geológico, morfología y suelos
Geológicamente este cordón integra el macizo de Brasilia. El origen del encadenamiento no es consecuencia de un plegamiento sino por fracturas tectónicas del sustrato rocoso de naturaleza volcánico, originadas por el efecto combinado del enfriamiento de las lavas basálticas y el levantamiento epirogénico de toda la región.
Estos extensos afloramientos de rocas volcánicas del tipo de derrames (coladas lávicas) de meláfiro de la formación Serra Geral y basaltos tholeíticos, los que reiteradamente hicieron efusión en la superficie terrestre durante el período Cretácico inferior y medio, desde los 165 millones de años hasta los 130 a 140 Ma. En cada gran erupción el escape magmático cubría las arenas depositadas en los largos intervalos entre erupciones, conocidas como formación de San Bento. De esta manera se formaron dos tipos de rocas características: las areniscas de cuarzo metamórficas y las rocas basálticas.
La estructura petrográfica de las lavas y su composición química las divide en 3 tipos: de tres tipos: andesitas, basaltos y olivinbasaltos. Al enfriarse la lava volcánica, en algunos sectores quedaron, dentro de cavidades amigdaloides en el interior del basalto, acumulaciones de gran cantidad de “vidrio volcánico”, las que terminaron por formar cristales, ópalo, hematita, calcedonia, calcita y cuarzo.
Las coladas basálticas suelen presentarse intercaladas con aeolianitas ortocuarcíticas supermaduras, adecuadamente estratificadas, las que poseen un origen ligado al gran paleo-desierto continental de Botucatú. También pueden intercalarse capas de areniscas supermaduras cuarcíticas, las infrayacentes muestran metamorfismo de contacto térmico lo que las transformó en ortocuarcíticas metamórficas de gran resistencia.
El manto efusivo que a partir del Terciario sufrió un levantamiento general, fue luego labrado por una prolongada acción erosiva eólica e hídrica, generando valles profundos e interfluvios colinados con laderas de pendientes pronunciadas y cumbres mamelonadas. 
Suelos
Presenta suelos del Complejo 6, los “suelos pedregosos”; en general son poco evolucionados, jóvenes, originados por la alteración y fracturación del meláfiro, permeables, fértiles, ácidos. De este complejo, ocurre una fase 6A, los suelos denominados localmente “toscos”, los que se extienden por el pedemonte, de horizonte plano o escasamente inclinado, con poco peligro de erosión. Forman un manto de textura gruesa, profunda y fértil, con buena penetración del agua de lluvia. Estos suelos "lateríticos" poseen coloración rojiza o marrón-rojiza a causa de la meteorización de los minerales ferromagnesianos y algunos feldespatos favorecida por el clima cálido y húmedo, factores que con el resultante proceso de lixiviación ha facilitado el lavado de las bases, dando una elevada proporción de arcillas ricas en óxido de hierro y aluminio.
La fase 6B, en cambio, se encuentra en laderas con pendientes de fuerte inclinación y alto riesgo de erosión. Son poco o muy poco profundos, escasamente evolucionados, y en ellos la rocosidad y pedregosidad aflorante es abundante, La escasez de suelos mecanizables restringe la potencialidad agrícola de estas tierras.